# لی ته بین
لی سه وونگ (کره‌ای: 이세웅؛ زادهٔ ۲۲ ژانویه ۱۹۹۶) که با نام هنری لی ته بین (이태빈) شناخته می‌شود، بازیگر، خواننده و رپر اهل کره جنوبی است. او عضو گروه پسرانه مای‌تین بوده است. او بیشتر به خاطر ایفای نقش در پنت‌هاوس: جنگ در زندگی و ۳۶۵: سال را تکرار کن شناخته می‌شود.

## اوایل زندگی
لی ته بین زادهٔ ۲۲ ژانویه ۱۹۹۶ در بوسان، کره جنوبی است.

## فیلم‌شناسی

### مجموعه تلویزیونی
| سال       | عنوان                 | نقش           | توضیحات    | منابع       |
| --------- | --------------------- | ------------- | ---------- | ----------- |
| ۲۰۱۸      | مرد پولدار            | لی جه یونگ    | قسمت ۱۱    |             |
| ۲۰۲۰      | ۳۶۵: سال را تکرار کن  | چوی یونگ وونگ | قسمت ۱۰–۲۰ |             |
| ۲۰۲۰–۲۰۲۱ | پنت‌هاوس: جنگ در زندگی | لی مین هیوک   | فصل ۱–۳    | [ ۲ ] [ ۳ ] |

### مجموعه اینترنتی
| سال  | عنوان                | نقش         | منابع             |
| ---- | -------------------- | ----------- | ----------------- |
| ۲۰۲۱ | تحویل                | دو کی هوان  | [ ۴ ]             |
| ۲۰۲۴ | Love for Love's Sake | ته میونگ ها | [ ۵ ] [ ۶ ] [ ۷ ] |